# نظم المعلومات الجغرافية والهيدرولوجيا
أصبحت نظم المعلومات الجغرافية والمعروفة باسم الجي آي إس ( GIS ) علم مفيد و هام في مجال الهيدرولوجيا تساعد علماء المياه على الدراسة العلمية و إدارة الموارد المائية. إن تغير المناخ و زيادة الطلب على الموارد المائية تتطلب التصرف بشكل أكثر دراية في واحدة من أكثر مواردنا حيوية . كما يعلم كل عالِم هيدرولوجيا أن المياه في حالة حركة مستمرة. لأن الماء يختلف في حالته مكانيا وزمانيا خلال دورته الهيدرولوجية، ولذلك فإن دراستها باستخدام نظم المعلومات الجغرافية هي طريقة عملية وخاصة.  سابقاً، كانت نظم المعلومات الجغرافية في الغالب ثابتة في تمثيلها للميزات الجغرافية المكانية الهيدرولوجية أما اليوم ، فأصبحت منصات نظم المعلومات الجغرافية حيوية على نحو متزايد، وتضييق الفجوة بين البيانات التاريخية والواقع الحالي للحقائق الهيدرولوجية.
إن دورة المياه الأساسية لديها مدخلات تساوي المخرجات زائدة أو ناقصة التغير في التخزين. كما يقوم الهيدرولوجيين بالاستفادة من الميزانية الهيدرولوجية عند دراستهم لمستجمعات المياه. و مستجمعات المياه هي منطقة مكانية، ونسب وجود المياه في جميع أنحاء مجالها يختلف حسب الوقت. ولذلك فإن الميزانية الهيدرولوجية هي المدخلات وتشمل هطول الأمطار، وتدفقات السطح، و تدفقات المياه الجوفية والمخرجات منها التبخر، الجريان السطحي، و تدفقات السطوح / المياه الجوفية. كل هذه الكميات، بما في ذلك التخزين، يمكن أن تُقاس أو تُقدر ، وخصائصها يمكن عرضها رسومياً وبيانياً من خلال دراسات نظم المعلومات الجغرافية.
كموضوع فرعي من الهيدرولوجيا، فإن الهيدروجيولوجيا تهتم بوجود وتوزيع و حركة المياه الجوفية. علاوة على ذلك، فإن الهيدروجيولوجيا تهتم أيضاً بالطريقة التي يتم بها تخزين المياه الجوفية و توافره للاستخدام. خصائص المياه الجوفية يمكن أن تتدخل بسهولة في نظم المعلومات الجغرافية لتزيد من الدراسة وإمكانية إدارة الموارد المائية . لأن 98 ٪ من المياه العذبة المتاحة في العالم هي مخزنة كمياه جوفية، والحاجة إلى الحفاظ عليها وعن كثب هو أمر واضح ولا سيما في طريقة التصرف فيها أيضاً.